# Fădimac, Timiș
Fădimac este un sat în comuna Balinț din județul Timiș, Banat, România.

## Istorie
Fădimac a fost menționat pentru prima dată într-un document din anul 1488 cu numele de Fagymag, cunoscut și sub denumirea de Alsofagymag (în traducere: Fădimacul de Jos), când era parte a castelului Czikóvásárhely. În anul 1500 era numit Fagymagh, în 1510 era Faghmagh, în 1551 devenise Fadimach, iar în anii 1808 și 1888 era cunoscut sub numele de Fadimák, iar în 1913 era menționat ca Fagymag.
În anul 1851, Fényes Elek a descris astfel localitatea: "Fadimák, un sat valah, în comitatul Caraș, la 3 ore distanță de Lugoj, aproape de comitatul Timiș, cu 5 catolici și 972 de locuitori ortodocși, având o biserică. Aici există o moșie de 131 de locuințe, 414 hectare de teren arabil, 212 hectare de fânețe, 82 hectare de pășune, 57 hectare de livezi și 72 hectare de teren agricol. Domeniul regal include 1098 hectare de pădure, 197 hectare de teren arabil și 1066 hectare de pășune. Pământul este stâncos și sărac, produce în principal ovăz și porumb. Este proprietatea trezoreriei regale."
Înainte de Tratatul de la Trianon, aparținea comitatului Caraș-Severin, districtul Bégai.
În anul 1910, din cei 938 de locuitori, 923 erau români, iar confesional, 932 erau ortodocși.

## Legături externe

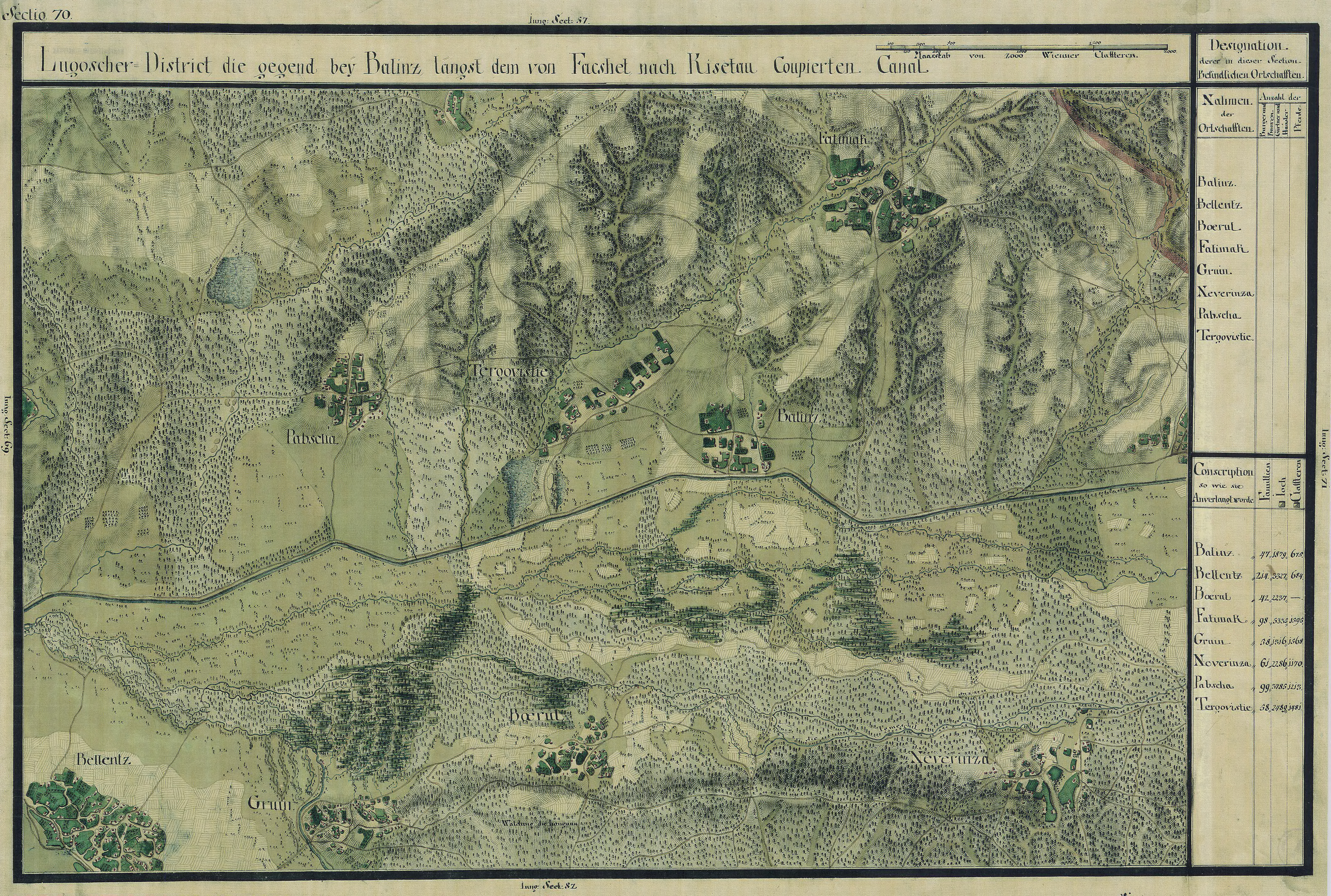
Fădimac în Harta Iosefină a Banatului, 1769-72

## Galerie de imagini

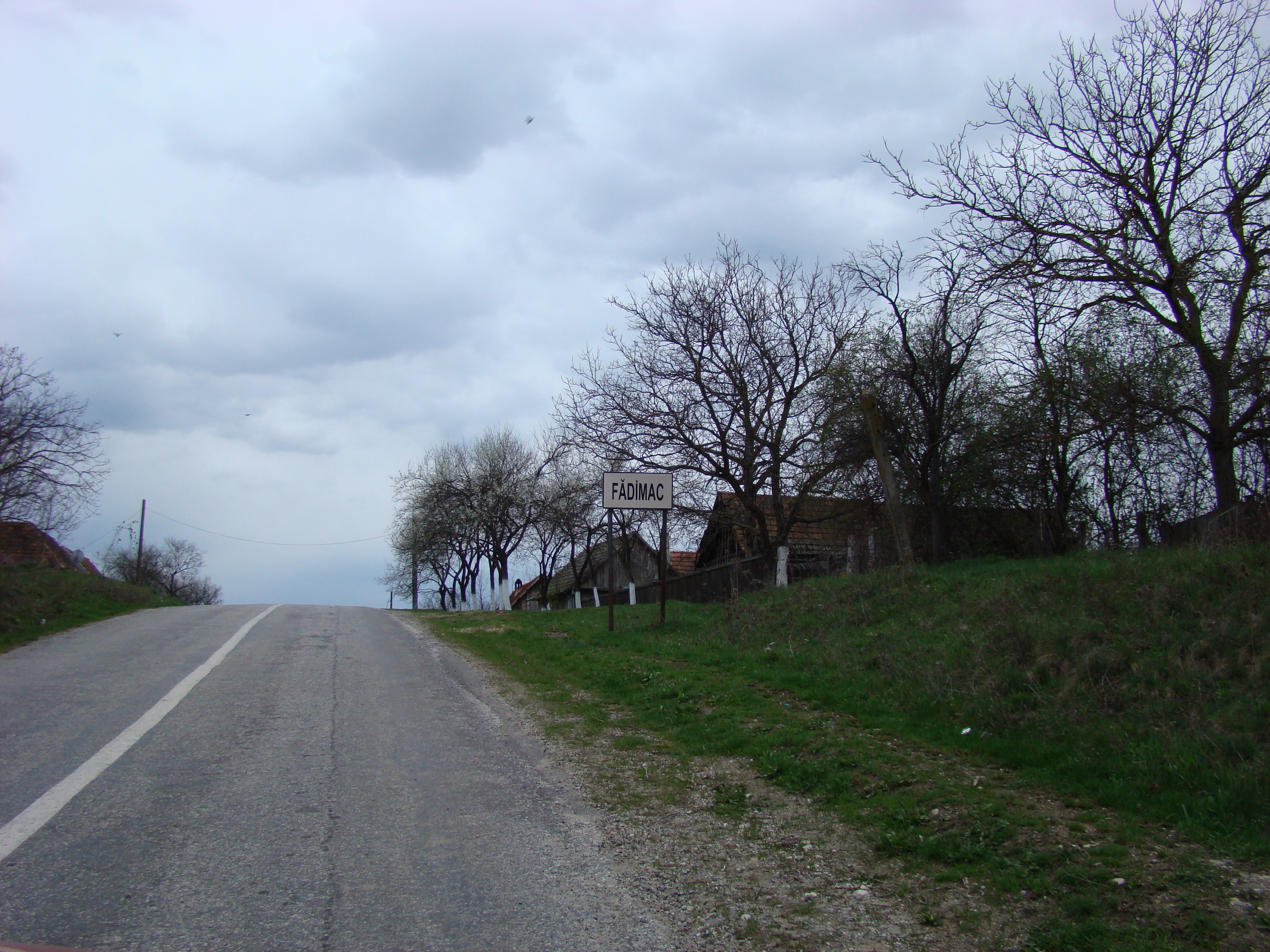
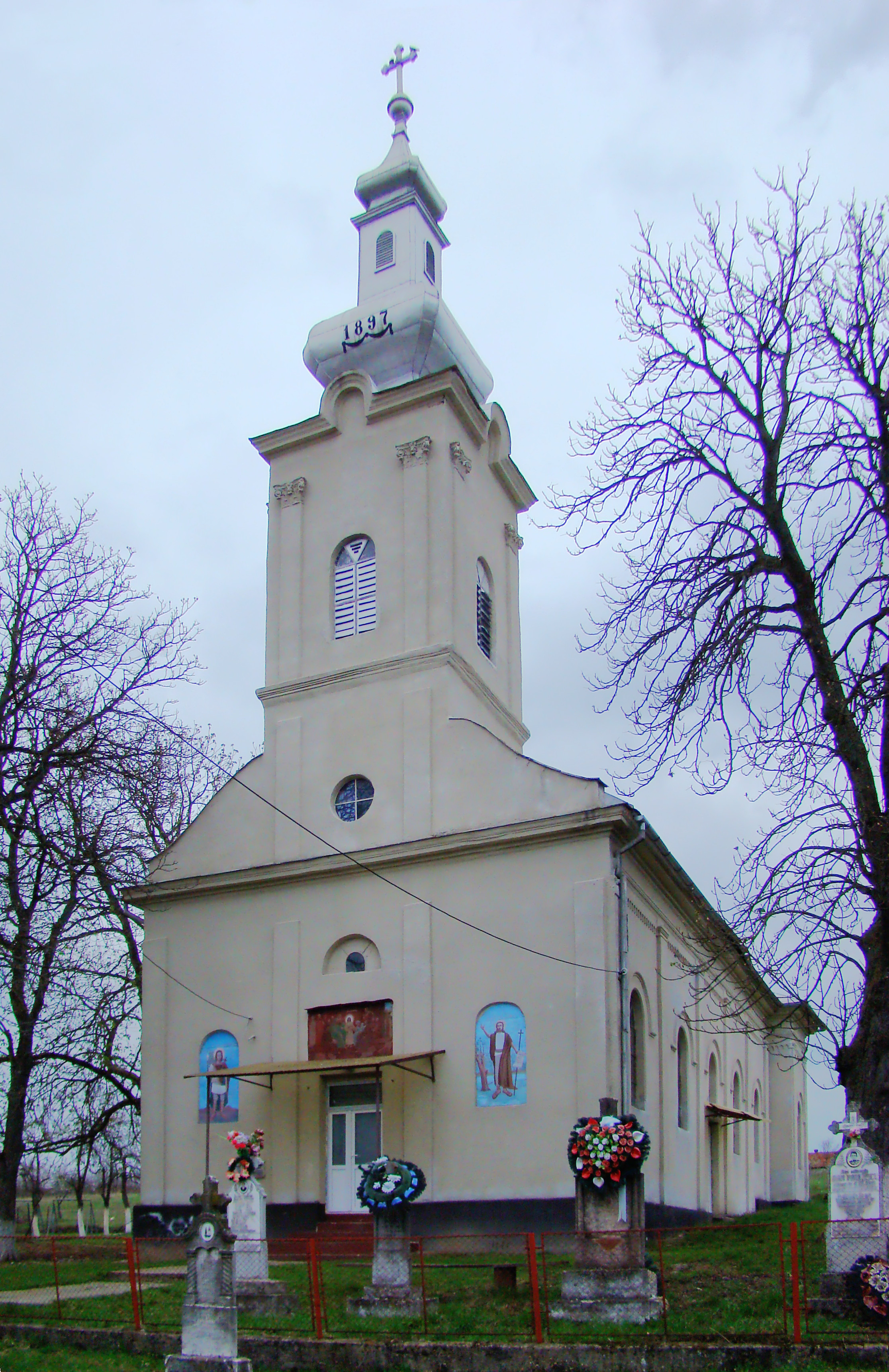
Biserica „Nașterea Maicii Domnului“ (1837)